# Erfweiler
Erfweiler – miejscowość i gmina w Niemczech, w kraju związkowym Nadrenia-Palatynat, w powiecie Südwestpfalz, wchodzi w skład gminy związkowej Dahner Felsenland.